# Bao Tự
Bao Tự (chữ Hán: 褒姒), hay Tụ Tự  hoặc Ly Bích (褎姒) là Vương hậu thứ hai của Chu U vương, vị Thiên tử cuối cùng của giai đoạn Tây Chu trong lịch sử Trung Quốc.
Truyền thuyết kể rằng, Bao Tự là một mỹ nhân cực kỳ xinh đẹp và quyến rũ, Chu vương mê say nàng nhưng chưa bao giờ thấy nàng cười, lệnh ai làm cho nàng cười sẽ thưởng nghìn lạng vàng. Để thấy nụ cười của Bao Tự, Chu U vương nghe theo một nịnh thần, đốt lửa trên đài để lừa triệu chư hầu chạy đến. Trò đùa này đã gây ra họa mất Cảo Kinh khi quân Khuyển Nhung thực sự chiếm đánh. Nhà chu bắt đầu suy yếu từ đây. Điển tích nổi tiếng này gọi là Phóng hỏa hí chư hầu (烽火戲諸侯).
Mỹ danh của Bao Tự về sau được lưu truyền như một "Hồng nhan họa thủy" (紅顏禍始 - nghĩa là Người đẹp làm hại đất nước), thường liệt kê vào danh sách các mỹ nhân nổi tiếng và có ảnh hưởng trong lịch sử. Nàng cùng Muội Hỉ, Đát Kỷ và Ly Cơ được xem là Tứ đại yêu cơ (四大妖姬), khiến cho cơ nghiệp các quân vương thời Tiên Tần bị phá hoại (nhà Hạ, nhà Thương, nhà Chu và nhà Tấn).

## Câu chuyện
Bao Tự không rõ tên gì, là người nước Bao (褒国, nay là khu vực Hán Trung, tỉnh Thiểm Tây), họ Tự. Cũng như hầu hết phụ nữ thời Tiên Tần, phụ nữ nước này được gọi bằng tên nước nơi mình sinh ra kèm theo họ gia tộc đằng sau, do đó nàng được gọi luôn là Bao Tự. Một số phụ nữ nổi bật có thuỵ hiệu sẽ được gọi theo thứ tự: nước - hiệu - họ, ví dụ như Tề Văn Khương, trong đó "Tề" là nước bà sinh ra, "Văn" là hiệu, còn "Khương" là họ gia tộc của Tề vương.
Câu chuyện về Bao Tự được Sử ký Tư Mã Thiên ghi lại mang màu sắc truyền thuyết:
| “                      | 昔自夏后氏之衰也，有二神龙止於夏帝庭而言曰：“余，襃之二君。”夏帝卜杀之与去之与止之，莫吉。卜请其漦而藏之，乃吉。於是布币而策告之，龙亡而漦在，椟而去之。夏亡，传此器殷。殷亡，又传此器周。比三代，莫敢发之，至厉王之末，发而观之。漦流于庭，不可除。厉王使妇人裸而噪之。漦化为玄鼋，以入王後宫。後宫之童妾既龀而遭之，既笄而孕，无夫而生子，惧而弃之。 宣王之时童女谣曰：“檿弧箕服，实亡周国。”於是宣王闻之，有夫妇卖是器者，宣王使执而戮之。逃於道，而见乡者後宫童妾所弃妖子出於路者，闻其夜啼，哀而收之，夫妇遂亡，饹於襃。襃人有罪，请入童妾所弃女子者於王以赎罪。弃女子出於襃，是为襃姒。 . Thời Hạ Hậu thị (nhà Hạ) suy vi, có hai con rồng thần vào sân đình của vua tự xưng là vua nước Bao. Triều đình bèn tế lễ, rồng thần nhả lại dãi và được lưu vào hộp gỗ. Từ đời nhà Hạ qua đời nhà Thương không ai dám mở hộp dãi rồng. Đến thời Chu Lệ vương mở hộp ra xem, nước dãi biến thành con thằn lằn đen chạy vào hậu cung, làm một cung nữ mới 12 tuổi mang thai. Sau 38 năm, người cung nữ đó sinh ra một bé gái đẹp như thiên thần, sợ là vật tai dị nên vứt đứa trẻ xuống sông Thanh Thủy. Thời Chu Tuyên vương, có câu đồng dao: "Gỗ dâu làm cung, gỗ cơ làm bao, bao đựng tên sẽ diệt nhà Chu". Một đôi vợ chồng không biết có lệnh cấm bán gỗ dâu và gỗ cơ, mang ra chợ bán liền bị triều đình truy bắt. Họ chạy trốn giữa đường thì gặp đứa trẻ bị thả trôi sông, bèn ôm mang theo đến Bao quốc. Khi người nước Bao có tội, bèn lấy một cô gái dâng hiến cho Chu U vương chuộc tội. Cô bé lớn lên chính là Bao Tự. | ” |
| — 史记·卷四·周本纪第四 | |   |

Bao Tự nhập cung, được Chu U Vương ngày đêm ân ái. Năm thứ 4 (778 TCN), nàng sinh một con trai, đặt tên Cơ Bá Phục (姬伯服). Khi này U vương đã có Thân vương hậu, và lập con trai bà là Cơ Nghi Cữu làm Thái tử. Tuy nhiên, vì sủng ái mẹ con Bao Tự mà năm thứ 8 (774 TCN), ông phế truất cả Thân hậu lẫn Nghi Cữu; lập Bao Tự làm Kế hậu, Bá Phục làm Thái tử thay thế.
Việc này làm phật ý cha của Phế hậu là Thân hầu - quân chủ nước Thân (nay là Nam Dương, tỉnh Hà Nam). Thân hầu liên hệ nước Tằng (nay là Phương Thành, tỉnh Hà Nam) cùng quân Khuyển Nhung kéo đến đánh úp Cảo Kinh. Chu U vương vội đốt lửa trên đài, ra hiệu triệu chư hầu nhưng không ai tới cứu, có thuyết cho rằng vì bình thường không có giặc, các chư hầu thường xuyên bị lừa để chọc Bao Tự cười nên nghĩ lần này cũng vậy. U vương bất lực mang Bao Tự và con nhỏ tháo chạy. U vương và Bá Phục bị quân Khuyển Nhung đuổi theo giết chết. Bao Tự bị bắt trong cơn hỗn loạn, không rõ kết cục, có khả năng bị vua Khuyển Nhung bắt làm thiếp vì nhan sắc xinh đẹp.
Quân khuyển Nhung tiếp tục cướp bóc, giết hại người trong kinh thành. Thân hầu ân hận nên viết thư triệu chư hầu các nước Tấn, Tần, Vệ và Trịnh đến đánh quân Khuyển Nhung. Quân bốn nước kéo đến đánh tan quân Nhung, khôi phục quyền kế vị cho Cơ Nghi Cữu, tức Chu Bình vương.

## Phóng hỏa hí chư hầu
Đây là một điển tích rất nổi tiếng gắng liền với danh tiếng của Bao Tự. Vì nàng vào cung mà không cười, Chu U vương tìm mọi cách để nàng cười, thậm chí dùng nghìn lượng vàng để thưởng ai có thể khiến nàng cười. Sau đó Chu vương nghe Thạc Phụ nước Quắc đốt đài lửa đùa giỡn với chư hầu để Bao Tự cười, làm cho nhà Chu diệt vong.
Có hai ghi chép về câu chuyện này:
| “                      | 襃姒不好笑，幽王欲其笑万方，故不笑。幽王为烽燧大鼓，有寇至则举烽火。诸侯悉至，至而无寇，襃姒乃大笑。幽王说之，为数举烽火。其後不信，诸侯益亦不至。 又废申后，去太子也。申侯怒，与缯、西夷犬戎攻幽王。幽王举烽火徵兵，兵莫至。遂杀幽王骊山下，虏襃姒，尽取周赂而去。 . Bao Tự không thích cười. Để làm nàng cười, nhà vua đã tìm đủ mọi cách chiều chuộng. Khi ấy, quanh đất nhà Chu cai trị vốn xây nhiều tháp dầu để khi có giặc kéo đến thì đốt các cột lửa báo hiệu cho chư hầu đến cứu. Chu U vương chợt nghĩ ra việc đốt lửa cho chư hầu đến để cho Bao Tự cười. Quân chư hầu mấy nước lân cận trông thấy các cột lửa cháy, ngỡ là có giặc bèn hớt hải mang quân đến cứu. Đến kinh thành, thấy mọi người vẫn đi lại bình thường, không có giặc giã gì cả. Các chư hầu ngơ ngác nhìn nhau. Bao Tự ở trên đài trông thấy bật lên tiếng cười khúc khích. Chu U vương thích quá. Đến một thời gian sau, ông lại sai đốt lửa lần nữa và các chư hầu lại bị lừa để Bao Tự có được tiếng cười. Đến khi Thân hầu liên hợp nước Tằng cùng Khuyển Nhung đến, U vương vội đốt lửa gọi chư hầu, song các chư hầu nghĩ đó là màn trêu chọc của U vương nên không đến. Nhà Chu do đó bị bại | ” |
| — Sử ký - "Chu bản kỷ" | |   |

| “                             | 周宅丰、镐，近戎人。与诸侯约：为高葆祷於王路，置鼓其上，远近相闻。即戎寇至，传鼓相告，诸侯之兵皆至，救天子。戎寇当至，幽王击鼓，诸侯之兵皆至，褒姒大说，喜之。幽王欲褒姒之笑也，因数击鼓，诸侯之兵数至而无寇。至於後戎寇真至，幽王击鼓，诸侯兵不至，幽王之身乃死於丽山之下，为天下笑。 . Chu triều lập hai kinh Phong-Hạo đều gần chỗ người Nhung. Chu vương cùng với các chư hầu ước định ở trên đại vương lộ thiết lập các tháp cao, trên đó bày ra trống to, lớn đến nỗi xa gần đều có thể nghe tiếng trống. Nếu quân Nhung có đến, thì trên đài sẽ đánh trống, chư hầu nghe thấy sẽ đến cứu viện Thiên tử. Khi ấy quân Nhung từng vào xâm lấn, U vương đánh trống triệu chư hầu đến đuổi đi. Bao Tự rất thích thú cách làm này của U vương, trộm cười cợt. U vương thấy thế, vì muốn tiếp tục nhìn thấy nụ cười của nàng, nhiều lần đánh trống, quân chư hầu nhiều lần đến đều phát hiện U vương chỉ trêu ngươi. Sau này, quân Nhung lại vào, U vương đánh trống nhưng chư hầu không đến nữa. Chu U vương vì thế bị giết ở dưới núi Ly Sơn. | ” |
| — Lã thị xuân thu - "Nghi tự" | |   |

Chu U vương không ngó ngàng gì tới việc triều chính, chỉ vui chơi hưởng lạc, phái người đi khắp nơi tìm gái đẹp. Có một đại thần là Bao Quýnh khuyên can U vương, ông không những không nghe theo, còn bắt Bao Quýnh giam vào ngục. Về sau, gia đình Bao Quýnh thấy Bao Tự xinh đẹp, bèn mua về rồi dâng Chu U vương để thoát tội. Ngay từ lần đầu tiên nhìn thấy Bao Tự, Chu U vương đã mê mẩn tinh thần. Chốn phòng the, Chu U vương càng mê mẩn hơn khi trên người nàng luôn tỏa ra một mùi hương hấp dẫn, dễ chịu mà không một phi tần trong cung nào sánh được. Vốn là một Hoàng đế đa tình, thường xuyên sai nội thị đi khắp nơi tìm con gái đẹp đưa về cung nhưng từ khi có Bao Tự, Chu U vương quên hẳn việc tuyển mỹ nữ. Bao Tự được Chu U vương sủng ái nhất.
Nhưng từ ngày vào cung Bao Tự tỏ ra buồn bã, không lúc nào cười. U vương tìm mọi cách để có được nụ cười của mỹ nhân nên treo giải, rằng người nào làm cho Bao Tự cười thì sẽ được thưởng một ngàn lạng vàng. Một kẻ là Quắc Thanh Phụ nghĩ ra một kế. Vốn là, để đề phòng sự tiến công của bộ tộc Khuyển Nhung, vương triều Chu cho xây dựng ở vùng Ly Sơn (nay ở vùng đông nam Lâm Đồng tỉnh Thiểm Tây) hơn 20 đài đốt lửa (Phong Hỏa Đài), cứ cách mấy dặm là một đài, nếu quân Khuyển Nhung tấn công thì các đài đốt khói lửa truyền tin báo động cho các nước chư hầu, để họ mang quân tới cứu viện. Quắc Thạch Phụ nói với Chu U vương cho đốt các đài lửa lên để quân chư hầu kéo tới, Bao Tự thấy quân chư hầu mắc lừa kéo tới thì nhất định là sẽ bật cười. Chu U vương làm theo. Các nước chư hầu gần đó tưởng rằng quân Khuyển Nhung kéo đến, vội vàng mang quân tới cứu. Không ngờ khi tới nơi chỉ thấy trên núi đang đàn sáo vang lừng, còn U vương cử người ra bảo các nước chư hầu quay về. Các nước chư hầu thấy mình bị đem ra làm trò đùa, đều rất tức giận dẫn quân về. Bao Tự thấy dưới chân núi Ly Sơn ồn ào binh mã, quả nhiên thích thú, cười khanh khách. U vương thấy Bao Tự khi cười lại càng xinh đẹp, liền thưởng cho Quắc Thạch Phụ một ngàn lạng vàng.
Câu chuyện này về sau được gọi là Phóng hỏa hí chư hầu (烽火戲諸侯), vang danh sử sách, trở thành một trong những điển tích nổi tiếng nhất về "mối họa hồng nhan".
Tuy nhiên, vào năm 2012, Đại học Thanh Hoa ở Bắc Kinh đã tiến hành nghiên cứu "Thanh Hoa giản" (清华简), một cuốn sách sử được viết vào khoảng năm 335 trước công nguyên (được phát hiện vào năm 2008). Họ phát hiện một lượng lớn ghi chép so với Sử ký hoàn toàn khác biệt. Đại khái rằng, Chu U vương năm đó chủ động đem quân đánh nước Thân, Thân hầu bèn liên lạc quân Khuyển Nhung để đánh bại Chu U vương, không hề có bất cứ ghi chép nào tương tự "Phóng hỏa hí chư hầu" như vậy. Giáo thụ của Đại học Thanh Hoa là Lưu Quốc Trung (刘国忠) từng bày tỏ sự nghi ngờ tính chân thực của câu chuyện, khả năng cao đây chỉ là tiểu thuyết do cuốn Sử ký biên lại ở một khoảng thời gian đã quá lâu về sau, khó tránh khỏi chắp nhặt những câu chuyện truyền miệng để ghi vào.

## Trong văn thơ
Sách Kinh Thi, phần "Tiểu nhã" có câu về Bao Tự:"Hách hách tông Chu, Bao Tự diệt chi" (赫赫宗周，褒姒灭之。).
Câu nói Trường thiệt phụ (长舌妇; Người đàn bà lưỡi dài) là một thành ngữ ám chỉ Bao Tự. Ấy là trong Kinh Thi, phần "Chiêm ngang" của Phong Nhã, chỉ trích Chu U vương say mê Bao Tự mà rời xa hiền thê, còn châm chọc Bao Tự rằng:
| 妇有长舌，维厉之阶。 乱匪降自天，生自妇人。 | Phụ hữu trường thiệt, duy lệ chi giai. Loạn phỉ hàng tự thiên, sinh tự phụ nhân. |

Nhà thơ Lý Bạch có câu:"Mỹ nhân nhất tiếu hoán thiên kim" (美人一笑換千金; Người đẹp nở một nụ cười đáng đổi lấy nghìn lạng vàng).